# هيربرت باليرينا
لويجي لوتشيانو (بالإيطالية: Luigi Luciano)‏ (و. 1980 – م)، المعروف باسم هيربرت باليرينا (بالإيطالية: Herbert Ballerina)‏، هو ممثل، وممثل هزلي، من إيطاليا، ولد في كامبوباسو.

## وصلات خارجية
- لويجي لوتشيانو على موقع IMDb (الإنجليزية)
- لويجي لوتشيانو على موقع ميوزك برينز (الإنجليزية)
- لويجي لوتشيانو على موقع قاعدة بيانات الفيلم (الإنجليزية)